# Acalypha vulneraria
Acalypha vulneraria é uma espécie de flor do gênero Acalypha, pertencente à família Euphorbiaceae.